# Журналы военных действий
Журна́лы вое́нных де́йствий — в армии России до революции велись в действующей армии, по дням, в штабах каждого корпуса, дивизии, отряда, а также в любой отдельной военной части.
Эти журналы являются одним из важнейших источников для исторического описания военных кампаний и содержат ценный исторический материал по вопросам организации, вооружения, снаряжения, довольствия и пр. Ведение журналов было в обязанностях офицеров Генерального штаба, а там, где их не было — на полковых адъютантах или заменяющих их лицах.
В военное время все транспорты вели также путевые журналы. Журналы осады велись в случае осады крепости, которые составлялись под руководством траншей-майора.